# Pál Benkő
Pál Benkő (hongarès: Benkő Pál)  (Amiens, 15 de juliol de 1928 - Budapest, 25 d'agost de 2019) fou un jugador d'escacs, compositor d'estudis de finals i de problemes d'escacs estatunidenc d'origen hongarès, que tenia el títol de Gran Mestre des de 1958.

## Biografia i resultats destacats en competició
Benko va néixer a França, però va créixer a Hongria. Als vint anys es va proclamar campió d'Hongria. El 1958 va emigrar als Estats Units, després de desertar en finalitzar el Campionat del món d'estudiants a Reykjavík, Islàndia el 1957. La FIDE li atorgà el títol de Gran Mestre el 1958.

### Candidat al títol mundial
Els millors resultats de Benko es varen produir participant en el Torneig de Candidats— el torneig per decidir l'aspirant al Campionat del món—de 1959 i 1962. Ambdós torneigs comptaven amb la participació de vuit dels millors jugadors del món.
Benko es va classificar per l'Interzonal de 1970, els líders del qual avançaven a la fase de Candidats. De tota manera, va donar la seva plaça a l'Interzonal a Bobby Fischer, qui va acabar guanyant el Campionat del món de 1972.

### D'altres èxits

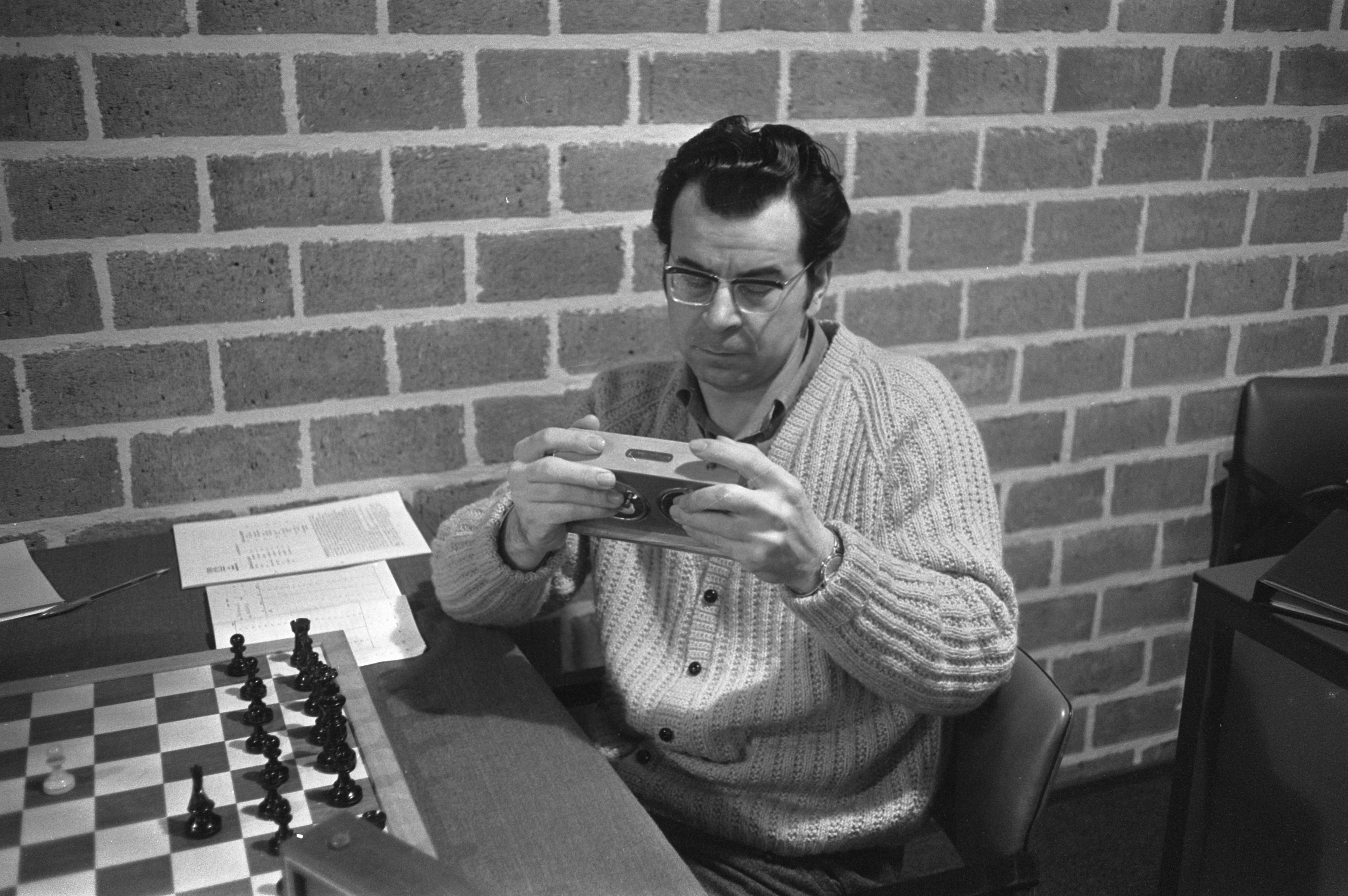
Pal Benko, el 1970

Benko va acabar en primer lloc (o empatà al primer lloc) en vuit edicions de l'U.S. Open, un rècord. Els seus títols foren els anys: 1961, 1964, 1965, 1966, 1967, 1969, 1974, i 1975. Va guanyar a més a més el Canadian Open de 1964. Va participar, els anys 1968 i 1969, al fort torneig d'escacs de Montecarlo. Els anys 1961 (conjuntament amb Herbert Seidman) i 1962 (en solitari) es proclamà campió de l'Estat de Nova York. El 1975 empatà al primer lloc amb Alan Trefler en la tercera edició del World Open a Nova York, amb 8 punts de 9 possibles.
Benko va jugar moltes de les seves millors partides en competicions per equips. Va representar Hongria a l'olimpíada d'estudiants de 1957 a Reykjavík al primer tauler, puntuant 7½/12, una competició en què Hongria fou quarta. Anteriorment havia jugat representant l'equip hongarès absolut a l'olimpíada de Moscou de 1956, al tercer tauler, puntuant 10/15, i ajudant el seu país a assolir una medalla de bronze per equips. Llavors va anar a viure als Estats Units, però no fou fins al 1962 que va començar a representar el nou país per equips, cosa que va fer sis cops seguits. A Varna 1962, Benko va jugar al segon tauler, puntuant 8/12 i assolint la medalla d'argent al seu tauler; els Estats Units foren quarts. A Tel-Aviv 1964, jugà novament al segon tauler, puntuà 9½/14, i els Estats Units foren sisens. A l'Havana 1966, Benko va jugar al tercer tauler, puntuant 8/12, i els Estats Units guanyaren l'argent per equips. A Lugano 1968, hi va fer 6/12 al tercer tauler, i l'equip acabà quart. A Siegen 1970, Benko jugà al quart tauler, puntuant 8½/12, i els americans foren novament quarts. La seva darrera olimpíada fou Skopje 1972, on hi va jugar al tercer tauler, hi feu 9½/16, i els Estats Units acabaren novens.

### Participació en olimpíades amb els Estats Units
| Any  | Olimpíada | Tauler | Puntuació                | Classif. final dels Estats Units |
| ---- | --------- | ------ | ------------------------ | -------------------------------- |
| 1962 | Varna     | 2n     | 8/12 (medalla de bronze) | 4t                               |
| 1964 | Tel-Aviv  | 2n     | 9,5/14                   | 6è                               |
| 1966 | L'Havana  | 3r     | 8/12                     | 2n (medalla d'argent)            |
| 1968 | Lugano    | 3r     | 6/12                     | 4t                               |
| 1970 | Siegen    | 4t     | 8,5/12                   | 4t                               |
| 1972 | Skopje    | 3r     | 9,5/16                   | 9è                               |

## Llegat i obres
Algunes obertures que va estudiar han rebut el seu nom:
- El gambit Benko (1.d4 Cf6 2.c4 c5 3.d5 b5), que ell va popularitzar, i que va jugar amb gran èxit des de mitjan-1960s.
- L'obertura Benko (1.g3), que va introduir al Torneig de Candidats de 1962, derrotant Bobby Fischer i Mikhaïl Tal amb ella.

Fou inclòs al World Chess Hall of Fame dels Estats Units el 1993.
A més a més dels seus èxits com a jugador, Benko és una reputada autoritat en finals i compositor d'estudis de final i problemes d'escacs. Fou guardonat amb el títol de Mestre Internacional de Composició d'Escacs per la FIDE. Va escriure un llibre sobre el gambit Benko per a RHM Publishing a començaments dels 1970. Durant dècades, ha tingut una columna periodística sobre finals a la revista Chess Life, publicada per la United States Chess Federation, i el 1991 publicà el llibre Winning with Chess Psychology. El 2003 va revisar el llibre clàssic Basic Chess Endings, de Reuben Fine.

## Partides notables
- Pal Benko vs Viacheslav Ragozin, Budapest 1949, gambit Budapest (A52), 1-0. Ragozin tria el gambit Budapest a Budapest, però l'hongarès Benko estava ben preparat.
- Laszlo Szabo vs Pal Benko, Campionat d'Hongria 1951, defensa siciliana, variant Sozin-Fischer (B88), 0-1. Szabo és un nou cops campió d'Hongria, però el jove Benko el supera.
- Pal Benko vs Robert Fischer, Interzonal de Portoroz 1958, defensa índia de rei, variant Saemisch (E80), 1-0. El jove Fischer s'havia de classificar, però pateix una dràstica derrota.
- Pal Benko vs Fridrik Olafsson, torneig de Candidats de Iugoslàvia de 1959, defensa siciliana, variant Najdorf (B99), 1-0. Una de les millors partides de Benko en aquest torneig.
- Pal Benko vs Robert Fischer, Buenos Aires 1960, defensa índia de rei, variant del fianquet, (E62), 1-0. Fischer se sobreexpandeix i és castigat
- Pal Benko vs Samuel Reshevsky, matx, Nova York 1960, defensa Gruenfeld (D76), 1-0. Benko perdé el matx, però aquí s'apunta una gran victòria
- Pal Benko vs Mikhail Tal, Torneig de Candidats de Curaçao 1962, obertura Benko (A00), 1-0. Benko introdueix un esquema d'obertura original, i finalment venç Tal, un dels seus més grans turmentadors.
- Pal Benko vs Robert Fischer, Torneig de Candidats de Curaçao 1962, obertura Benko (A00), 1-0. Benko novament fa servir el seu nou pla per derrotar en Fischer.
- Pal Benko vs Paul Keres, Torneig de Candidats de Curaçao 1962, atac indi de rei, variant Keres (A07), 1-0. Una derrota molt dolorosa per Keres, qui havia vençut en Benko en tres fases anteriors del torneig; va costar-li l'oportunitat de classificar-se per al matx pel campionat del món.
- Milan Vukic vs Pal Benko, Sarajevo 1967, gambit Benko (A58), 0-1. Benko estava fent del seu gambit una arma formidable durant aquests anys.
- Igor Zaitsev vs Pal Benko, Solnak 1974, gambit Benko (A57), 0-1. Zaitsev havia vingut preparat amb la seva pròpia variant, però en Benko va vèncer igualment.
- Pal Benko vs Yasser Seirawan, Lone Pine 1978, obertura anglesa, variant simètrica (A34), 1-0. Benko s'enfrontava a un jove Seirawan de 32 anys, però l'experiència demostrà certament servir per a alguna cosa en els escacs.

## Llibres
- Pal Benko: My Life, Games and Compositions, per Pal Benko, Jeremy Silman, i John L. Watson, 2003, Siles Press ISBN 1-890085-08-1
- Pal Benko's Endgame Laboratory ISBN 0-923891-88-9
- The Benko Gambit ISBN 0713429127
- Basic Chess Endings per Reuben Fine revisat per Pal Benko ISBN 0-8129-3493-8